# تاریانپوستا
تاریانپوستا (به مجاری:  Tarjánpuszta) یک شهرداری در مجارستان است که در ناحیه پانون‌هالما واقع شده‌است. تاریانپوستا ۸٫۴۴ کیلومتر مربع مساحت و ۳۹۳ نفر جمعیت دارد.